# 中国民主运动协会
中国民主运动协会是中华民国的政党，1946年6月9日在重庆成立，同年迁至南京，设于珠江路594号之5。中国民主运动协会以三民主义为宗旨，反对中共和民盟。赵康民任理事长。